# George Thomson
George Paget Thomson (ur. 3 maja 1892 w Cambridge, zm. 10 września 1975 tamże) – brytyjski fizyk, laureat Nagrody Nobla w dziedzinie fizyki za rok 1937 (razem z Clintonem Josephem Davissonem), syn laureata tej nagrody z roku 1906, Josepha J. Thomsona.

## Życiorys
Po odbyciu służby wojskowej w czasie I wojny światowej Thomson podążył w ślady ojca, najpierw studiując w Trinity College na Uniwersytecie Cambridge, a następnie prowadząc badania w Cambridge, a później w Aberdeen i w 1937 otrzymując nagrodę Nobla za odkrycie nowych właściwości elektronu. O ile jego ojciec opisał elektron jako cząstkę elementarną (za co otrzymał Nagrodę Nobla), George Thomson pokazał, że elektron zachowuje się jak fala (efekt dyfrakcji), udowodniając w ten sposób zasadę dualizmu korpuskularno-falowego, która była teoretycznie opisana przez Louisa de Broglie'a.
Pod koniec lat trzydziestych i w czasie II wojny światowej Thomson pracował nad wojskowymi zastosowaniami fizyki jądrowej. W późniejszym czasie zajął się także aerodynamiką.

## Odznaczenia, wyróżnienia i członkostwa[3]
- Nagroda Nobla w dziedzinie fizyki (1937, George P. Thomson i Clinton Davisson)
- Hughes Medal (1939)
- Książę Orderu Imperium Brytyjskiego (1943)
- Royal Medal (członek od 1949)
- MAUD Committee (prezes), (1940-1941)
- American Academy of Arts and Sciences (członek zagraniczny od 1947 roku)[4]
- British Eugenics Society
- Royal Society

## Książki[3]
- 1930: The Atom;
- 1930: The Wave Mechanics of Free Electrons;
- 1939: Theory and Practice of Electron Diffraction (z W. Cochranem)
- 1955: The Atom and The Foreseeable Future;
- 1961: The Inspiration of Science;
- 1965: J.J. Thomson and the Cavendish Laboratory in His Day.